# Ramón Ayala (judoka)
Ramón Ayala (15 de agosto de 1979) es un deportista puertorriqueño que compitió en judo. Ganó dos medallas de plata en el Campeonato Panamericano de Judo en los años 2001 y 2003.

## Palmarés internacional
| Campeonato Panamericano | Campeonato Panamericano | Campeonato Panamericano | Campeonato Panamericano |
| Año                     | Lugar                   | Medalla                 | Categoría               |
| ----------------------- | ----------------------- | ----------------------- | ----------------------- |
| 2001                    | Córdoba (Argentina)     | Medalla de plata        | –100 kg                 |
| 2003                    | Salvador (Brasil)       | Medalla de plata        | –100 kg                 |